# Royal Hearts
Royal Hearts ist eine US-amerikanische romantische Komödie. Die Erstausstrahlung des Fernsehfilms fand am 24. Februar 2018 auf dem Hallmark Channel statt.

## Handlung
Hank Pavlik ist der Leiter einer Ranch in USA. Seine Tochter Kelly ist Assistenzprofessorin an der Montana State University und eine hoffnungslose Romantikerin.
Eines Tages kommt ein Anwalt namens Mr. Grimsby und teilt ihnen mit, dass sie nach Merania gehen müssen. Dort angekommen erfahren sie, dass Hank nach Tod von König Viktor dessen Nachfolger ist. In den Ställen trifft sie auf den königlichen Stallburschen Alex. König Niklas von Angosia will das Königreich übernehmen wenn Hank zurücktritt. Es geht ihn um die Bodenschätze von Merania und hierfür will er Kelly heiraten. Als seine wahren Absicht klar werden, wendet sie sich Alex zu, der sich als Sohn des königlichen Kanzlers herausstellt.

## Produktion
Ein Teil des Filmes wurde in Rumänien gedreht.

## Synchronisation
Die deutschsprachige Synchronisation fand bei SDI Media Germany in Berlin statt. Dialogbuch und -regie machte Irina von Bentheim.
| Darsteller        | Sprecher                 | Rolle          |
| ----------------- | ------------------------ | -------------- |
| Andrew Cooper     | Karlo Hackenberger       | Alex           |
| Martin Wimbush    | Helmut Gauß              | Bosworth       |
| Olivia Nita       | Romina Langenhan         | Cecelia Petrov |
| Jared Fortune     | Patrick Giese            | Craig          |
| James Brolin      | Jürgen Kluckert          | Hank Pavlik    |
| Jeremy Colton     | Sascha Krüger            | Ivan           |
| Christine Allado  | Juliane 'Maju' Schöttler | Jasmine        |
| Glynis Barber     | Cornelia Meinhardt       | Joan           |
| Claudiu Trandafir | Axel Lutter              | Karoly         |
| Cindy Busby       | Irina von Bentheim       | Kelly Pavlik   |
| Lachlan Nieboer   | Gerrit Hamann            | King Nikolas   |
| Howard Crossley   | Wolfgang Ziffer          | Mr. Grimsby    |
| Nicholas Aaron    | Marco Rosenberg          | Zeke           |